# Me-16 (Spanje)
De Me-16 is een verbindingsweg op het Spaanse eiland Menorca. De weg loopt tussen de Me-18 en de Me-1. Het is een korte weg met een lengte van ongeveer vier kilometer zonder belangrijke kruisingen.
Me-1 · Me-2 · Me-4 · Me-5 · Me-6 · Me-7 · Me-12 · Me-13 · Me-14 · Me-15 · Me-16 · Me-18 · Me-24